# Too Much Love Will Kill You
Too Much Love Will Kill You is een nummer geschreven door Queen-gitarist Brian May, samen met Frank Musker en Elizabeth Lamers. Er bestaan twee versies van dit nummer: een in 1992 op single uitgebrachte versie door Brian May, en een in 1996 op single uitgebrachte versie van Queen.

## Soloversie
Het nummer is medio 1988 geschreven en door Queen opgenomen. Het was de bedoeling dat het op het album The Miracle uit 1989 terecht zou komen, dit is echter niet gebeurd. Na het overlijden van Freddie Mercury in november 1991, besloot Brian May een soloversie op te nemen voor zijn album Back to the Light. Op het Freddie Mercury Tribute Concert op Tweede Paasdag 20 april 1992 in Wembley Stadium Londen, een concert ter nagedachtenis aan Mercury, bracht May het nummer voor het eerst (en live) ten gehore. Het werd lovend ontvangen door de Queenfans en de platenmaatschappij besloot het nummer op single uit te brengen. De single werd een wereldwijd succes en bereikte in Mays' thuisland het Verenigd Koninkrijk de 5e positie in de UK Singles Chart, in Ierland de 7e,  Australië de 18e, Nieuw-Zeeland en de Eurochart Hot 100 de 10e, Zweden de 26e en Duitsland de 30e positie.
In Nederland was de plaat op vrijdag 4 september 1992 Veronica Alarmschijf op Radio 3 en werd een gigantische hit in de destijds twee landelijke hitlijsten op de nationale publieke popzender. De plaat bereikte de nummer 1-positie in zowel de Nederlandse Top 40 als de Nationale Top 100. 
In België bereikte de plaat de 2e positie in zowel de voorloper van de Vlaamse Ultratop 50 als de Vlaamse Radio 2 Top 30. In Wallonië werd géén notering behaald.
Omdat de plaat tijdens het Freddie Mercury Tribute Concert op Tweede Paasdag 20 april 1992 voor het eerst gespeeld werd, wordt vaak ten onrechte aangenomen dat het een ode aan Mercury is.
Sinds de allereerste editie in december 1999 staat de plaat (behalve in 2000) genoteerd in de jaarlijkse NPO Radio 2 Top 2000 van de Nederlandse publieke radiozender NPO Radio 2, met als hoogste notering een 424e positie in 1999.

## Queenversie
Na het overlijden van Mercury kwamen de overgebleven Queenleden bij elkaar om te kijken welk nog niet eerder uitgebracht materiaal alsnog uitgebracht kon worden. Dit resulteerde in 1995 in het album Made in Heaven, waar ook Too Much Love Will Kill You, ditmaal met zang van Mercury, op stond. De instrumentale begeleiding is in 1995 opnieuw opgenomen, onder andere omdat de versie uit 1988 ietwat gedateerd klonk. Het lied werd in 1996 op single uitgebracht en werd enkel in het Verenigd Koninkrijk een bescheiden hit. Het nummer is ook terug te vinden op het verzamelalbum Greatest Hits III.

## Hitnoteringen Brian May

### Nederlandse Top 40
| Hitnotering: 12-09-1992 t/m 28-11-1992 | Hitnotering: 12-09-1992 t/m 28-11-1992 | Hitnotering: 12-09-1992 t/m 28-11-1992 | Hitnotering: 12-09-1992 t/m 28-11-1992 | Hitnotering: 12-09-1992 t/m 28-11-1992 | Hitnotering: 12-09-1992 t/m 28-11-1992 | Hitnotering: 12-09-1992 t/m 28-11-1992 | Hitnotering: 12-09-1992 t/m 28-11-1992 | Hitnotering: 12-09-1992 t/m 28-11-1992 | Hitnotering: 12-09-1992 t/m 28-11-1992 | Hitnotering: 12-09-1992 t/m 28-11-1992 | Hitnotering: 12-09-1992 t/m 28-11-1992 | Hitnotering: 12-09-1992 t/m 28-11-1992 | Hitnotering: 12-09-1992 t/m 28-11-1992 |
| Week                                   | 1                                      | 2                                      | 3                                      | 4                                      | 5                                      | 6                                      | 7                                      | 8                                      | 9                                      | 10                                     | 11                                     | 12                                     |                                        |
| -------------------------------------- | -------------------------------------- | -------------------------------------- | -------------------------------------- | -------------------------------------- | -------------------------------------- | -------------------------------------- | -------------------------------------- | -------------------------------------- | -------------------------------------- | -------------------------------------- | -------------------------------------- | -------------------------------------- | -------------------------------------- |
| Nummer                                 | 23                                     | 7                                      | 1                                      | 1                                      | 1                                      | 2                                      | 2                                      | 3                                      | 5                                      | 7                                      | 14                                     | 26                                     | uit                                    |

### Nationale Top 100
| Hitnotering: 29-08-1992 t/m 19-12-1992 | Hitnotering: 29-08-1992 t/m 19-12-1992 | Hitnotering: 29-08-1992 t/m 19-12-1992 | Hitnotering: 29-08-1992 t/m 19-12-1992 | Hitnotering: 29-08-1992 t/m 19-12-1992 | Hitnotering: 29-08-1992 t/m 19-12-1992 | Hitnotering: 29-08-1992 t/m 19-12-1992 | Hitnotering: 29-08-1992 t/m 19-12-1992 | Hitnotering: 29-08-1992 t/m 19-12-1992 | Hitnotering: 29-08-1992 t/m 19-12-1992 | Hitnotering: 29-08-1992 t/m 19-12-1992 | Hitnotering: 29-08-1992 t/m 19-12-1992 | Hitnotering: 29-08-1992 t/m 19-12-1992 | Hitnotering: 29-08-1992 t/m 19-12-1992 | Hitnotering: 29-08-1992 t/m 19-12-1992 | Hitnotering: 29-08-1992 t/m 19-12-1992 | Hitnotering: 29-08-1992 t/m 19-12-1992 | Hitnotering: 29-08-1992 t/m 19-12-1992 | Hitnotering: 29-08-1992 t/m 19-12-1992 |
| Week                                   | 1                                      | 2                                      | 3                                      | 4                                      | 5                                      | 6                                      | 7                                      | 8                                      | 9                                      | 10                                     | 11                                     | 12                                     | 13                                     | 14                                     | 15                                     | 16                                     | 17                                     |                                        |
| -------------------------------------- | -------------------------------------- | -------------------------------------- | -------------------------------------- | -------------------------------------- | -------------------------------------- | -------------------------------------- | -------------------------------------- | -------------------------------------- | -------------------------------------- | -------------------------------------- | -------------------------------------- | -------------------------------------- | -------------------------------------- | -------------------------------------- | -------------------------------------- | -------------------------------------- | -------------------------------------- | -------------------------------------- |
| Nummer                                 | 96                                     | 68                                     | 31                                     | 15                                     | 5                                      | 1                                      | 1                                      | 2                                      | 2                                      | 3                                      | 5                                      | 6                                      | 11                                     | 18                                     | 28                                     | 42                                     | 68                                     | uit                                    |

### NPO Radio 2 Top 2000
| Nummer met noteringen in de NPO Radio 2 Top 2000 | '99 | '00 | '01 | '02 | '03 | '04 | '05 | '06  | '07  | '08 | '09  | '10  | '11  | '12  | '13  | '14  | '15  | '16  | '17  | '18  | '19  | '20  | '21  | '22  | '23  | '24  |
| ------------------------------------------------ | --- | --- | --- | --- | --- | --- | --- | ---- | ---- | --- | ---- | ---- | ---- | ---- | ---- | ---- | ---- | ---- | ---- | ---- | ---- | ---- | ---- | ---- | ---- | ---- |
| Too Much Love Will Kill You (Brian May)          | 424 | -   | 652 | 429 | 519 | 586 | 720 | 1012 | 1015 | 769 | 1130 | 1350 | 1211 | 1127 | 1071 | 1264 | 1251 | 1511 | 1596 | 1002 | 1156 | 1294 | 1319 | 1191 | 1322 | 1521 |

1. ↑  Een '-' betekent dat het nummer niet was genoteerd en een vetgedrukt getal geeft de hoogste notering aan.